# Gérson (futbolista)
Gérson de Oliveira Nunes (Niterói, 11 de enero de 1941) es un exfutbolista brasileño. Jugaba como centrocampista y su último equipo fue el Fluminense Football Club.

## Biografía

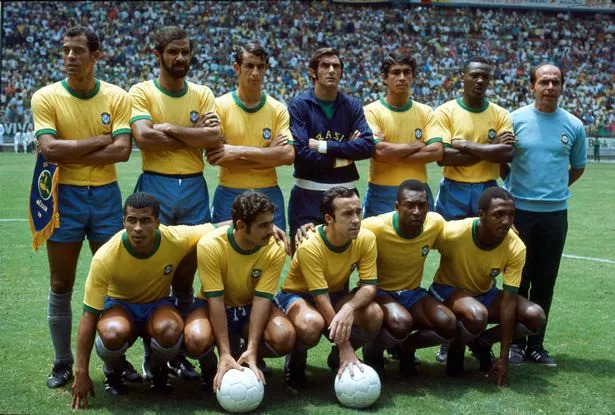
Selección de fútbol de Brasil en 1970.

Hijo y nieto de futbolistas profesionales, tuvo un gran maestro en Zizinho, uno de los delanteros brasileños del Mundial de 1950, y gran amigo personal de su padre. Aparte de los conocimientos que aprendía en la calle se fue fijando poderosamente en un jugador que trataba a la pelota con fina técnica y precisión: Didí. Le fascinaba su pegada y la manera de enviar pases largos, certeros y espectaculares, que provocaban la admiración y el deleite del público. Por aquel entonces, era un joven futbolista zurdo que empezaba a destacar en las filas del Flamengo gracias a su mezcla explosiva de velocidad, fuerza, agresividad y talento. Poco a poco se fue extendiendo el rumor por todo Río de que Didí ya tenía sucesor. Él prefería ignorar todas las excelencias que le brindaban desde la Prensa hasta el último seguidor. Él simplemente quería ser Gérson. Pero poco a poco fue superando barreras. En 1958 debutó con el primer equipo del Flamengo. Al año siguiente acudió a los Juegos Panamericanos de Chicago, para acudir en el verano de 1960 a los Juegos Olímpicos de Roma. En 1961 ya era titular en el conjunto rojinegro; nadie dudaba de su calidad pero se le consideraba un jugador conflictivo: le rompió la pierna a Mauro, un juvenil del Fla, durante un entrenamiento y se rebeló contra su técnico porque éste le cambió de posición en un encuentro contra el Botafogo para que intentase frenar a Garrincha. Precisamente, el equipo blanquinegro sería su segundo equipo, y allí coincidiría con grandes estrellas como el propio Mané, Nilton Santos y Jairzinho, entre otros.
En 1962 atendió la llamada de Aimore Moreira para participar en el Campeonato Mundial de Chile. Ya se le conocía por Canhotinha de Ouro (Zurdo de Oro). Muchos esperaban de él, junto a otros grandes ases brasileños, como Pelé, Garrincha y el mismo Didí, pero una lesión, su punto débil en su trayectoria futbolística, hizo que su sueño se retrasase cuatro años más. Sin embargo, Inglaterra 1966 significó un punto y aparte para una generación que había ganado dos Mundiales de manera consecutiva. Tras la lesión de Pelé, los brasileños se derritieron bajo los continuos cambios que Vicente Feola imponía. Eliminados por Portugal, los antiguos vicecampeones regresaron con la cabeza baja. Él se salvó de la quema, ya que apenas participó en un encuentro, ante Hungría, pues sufrió una crisis renal que le impidió participar más con la verdeamarelha. Pero no se desanimó. Él, junto con otras jóvenes promesas, sirvió como nexo de unión entre esa generación con una nueva que estaba formándose.
Durante ese campeonato estuvo observando detenidamente el liderazgo que ejercía el dorsal número 9 de los pross, Bobby Charlton, para con sus compañeros en el terreno de juego e intentó trasladarlo con sus compañeros del Botafogo. Así, a lo largo de los 90 minutos, no paraba de dar instrucciones, de transmitir órdenes que la mandaba su entrenador. Así surgió otro mote, el Papagaio, debido a este gusto por no parar de hablar y a su bronco carácter.
Poco a poco empezó a cosechar triunfos, tanto a nivel de club como con la selección, a la que llegó Joao Saldanha, un polémico antiguo periodista y que exigió a Joao Havelange, entonces máximo mandatario en la CBD, carta blanca en su trabajo. Una vez aceptado, Saldanha se reunió con varios jugadores, incluido Pelé, que había renunciado a seguir defendiendo los colores brasileños hastiado de todo. Su primer mandamiento fue rotundo: “Sólo quiero goles. Con goles se gana, y lo único que importa ahora es ganar”. Dicho y hecho, los jugadores brasileños se entregaron en cuerpo y alma a acatar los deseos de su entrenador. Faltaba tiempo para el próximo Mundial, pero había que ir perfeccionando un sistema adecuado a base de encuentros amistosos.
En uno de ellos, Gérson fue el principal protagonista. Corría el verano de 1969 y Brasil se medía a Perú en Maracaná. Con los visitantes ganando 2-0, Gérson cometió una durísima entrada sobre De la Torre, con resultado salvaje: le había fracturado la pierna. Se organizó una tángana espectacular. Los jugadores peruanos se retiraron a sus vestuarios, negándose a jugar más. Sólo la intervención de Joao Havelange, que bajó a templar los ánimos, hizo que el partido continuase. Los brasileños remontaron y acabaron venciendo 3-2.
En abril de 1970, Brasil se medía a Bulgaria en un partido amistoso, y a Saldanha no se le ocurrió otra cosa que dejar en el banquillo a Pelé. Sostenía que éste tenía la vista deteriorada (que era miope fue la excusa esgrimida), que Leao tenía los brazos cortos (era el portero) y que Gérson tenía problemas psicológicos (era el constructor de juego). Pelé salió a jugar en la segunda parte… con el 13 a la espalda. Eso le hizo mucho daño al seleccionador, y más al acabar el encuentro en tablas (0-0). Ese encuentro dejó abierta una herida entre los jugadores y la prensa brasileña. Los medios se quejaron del juego, de la escasez de ocasiones, de los fallos de los puntas, de que se ralentizaba el juego más que otorgarle velocidad, de la ausencia de líderes en el campo. Gérson, uno de los acusados, volvió a mostrar su personalidad: “Este Mundial lo va a ganar Brasil. La única manera que no lo ganemos será rompiéndole una pierna a Pelé, un brazo a Tostao, la cabeza a Rivelino o quebrando mis rodillas. Aquí hay mucho periodista interesado en que fracasemos, pero eso nos motiva aún más”. Tres días después, Mario Zagallo le reemplazaba como seleccionador. Todo eso provocó que los jugadores vivieran en un ambiente muy tenso entre ellos mismos. Zagallo, conocedor de la situación, decidió que la solución partiera de los propios jugadores. Así, en el hotel Das Palmeiras de Río de Janeiro, en la habitación de Pelé, se reunieron cinco jugadores: Clodoaldo, de fortísima personalidad, más el propio Pelé, Gérson, Tostao y Rivelino. Daba la curiosidad de que estos lucían el dorsal número 10 en sus respectivos equipos. Tras varias horas, hubo acuerdo: jugaron los cinco. Rivelino sería extremo izquierdo, Jairzinho, el extremo derecho. A esa delantera se la llamaría La delantera de los cinco dieces. Pero, además, el propio Gérson, Pelé y Carlos Alberto formarán un trío que el masajista Américo denominará Las Cobras. Se iban enterando de los problemas que tenían sus compañeros de Selección e intentaban ayudarles a resolverlos. Ellos eran las cabezas visibles de un grupo programado para ganar el tercer trofeo mundialista brasileño, algo que nadie había logrado hasta ese momento. Una de las primera noches, el trío se acercó a Zagallo y le pidieron permiso para reunirse con todos los jugadores, seleccionador incluido. Éste accedió y se colocó en un discreto segundo plano. Estando ya todos reunidos, el trío comenzó un debate filosófico sobre el fútbol. Para ellos existían tres estilos: el fútbol-fuerza, que era el que iban a utilizar selecciones europeas como Inglaterra y Alemania. El segundo era el fútbol de resultados, típico de Italia, y el tercero, el fútbol-arte (Jogo bonito), que sería el que utilizaría Brasil, bajo la mirada cómplice del seleccionador. A ese grupo les entrenaba físicamente el capitán Claudio Coutinho, que había pasado varios meses en las instalaciones de la NASA estudiando sus métodos de entrenamiento. Unía así la magia brasileña con la fuerza física europea. La mezcla perfecta.
Esa selección acabaría ganando la Copa Mundial de México 70 con un juego simplemente brillante, moderno y dinámico. Gérson fue uno de los causantes, aunque una nueva lesión, en su gemelo derecho, estuvo a punto de dejarle sin participar. Disputó el primer partido, ante Checoslovaquia, y no volvería a aparecer hasta los cuartos de final, enfrentándose a Perú. Luego Uruguay e Italia en la gran final, en la que marcó el segundo tanto que desequilibraba el título. Su selección se ganó el favor de los mexicanos, haciendo gala de un juego alegre y vistoso y gracias a un sutil juego de relaciones públicas y confraternización con la propia población azteca, diseñada por el propio Havelange. Él se ganó el cariño de la gente de Niteroi, antes de protagonizar otro escándalo: volvió a partir otra pierna, esta vez del corinthiano Vaguinho, pero en esta ocasión fue en un lance de juego.
Pasó a jugar al Sao Paulo y al Fluminense, equipo que adoraba desde niño y donde se consagró como el mejor especialista en conseguir goles de falta directa. Terminaría retirándose en 1974, pidiendo romper su contrato con el Flu para ocuparse de su mujer, Maria Helena, y de sus dos hijas, Patricia y Cristina.
Empezó otra carrera, esta vez en los medios de comunicación: comentaba los partidos para diversas radios en Río de Janeiro, pero ni retirado se salvaba de polémicas. La penúltima la protagonizó al anunciar una marca de cigarrillos. El fumar fue otro hábito que nunca abandonó. Se cuenta que en los descansos de los partidos había un empleado del club en el que militaba que le esperaba con un cigarrillo encendido para que pudiera terminárselo. Pues bien, él tenía que decir una frase mientras apuraba uno: “Lleve ventaja usted también”. Enseguida le sacaron de contexto la frase. Le acusaron de crear una tendencia por la cual los brasileños eran gente sin escrúpulos, dispuestos a obtener el máximo beneficio, de querer sacar ventaja de todo. Aunque intentó defenderse, fue duramente criticado. Incluso se promulgó una Ley, que rápidamente fue bautizada como la Ley de Gérson, por la que ningún futbolista podía anunciar marcas de tabaco.
La vida le golpeó duramente al perder a una de sus hijas en un trágico accidente de tráfico. Hoy día sigue trabajando como comentarista deportivo en la radio, al mismo tiempo que tiene una asociación llamada Projeto Gérson, donde trata de ayudar a los niños más desfavorecidos de su Niteroi natal, a la que nunca quiso abandonar pese a contar con ofertas para jugar en Europa. Nunca le atrajo esa idea. Para él, el fútbol europeo era físico, y él prefería la habilidad, la viveza, la alegría, la picardía...
Ahora recuerda aquellos seis encuentros del Mundial de México cada vez que mira la camiseta que cuelga en la pared de una de sus oficinas. Está firmada por el resto de sus compañeros. Tras la final, salió corriendo rumbo al vestuario. Allí comenzó a llorar. Luego se fue al vestidor de Italia, saludó uno a uno a sus rivales y le dio otra camiseta suya a Giacinto Facchetti. Es la memoria viva que dejó como legado una selección que aún permanece en las memorias de todos aquellos que los vieron jugar. “Con aquel equipo, hubiésemos ganado tres Mundiales más seguidos. No había jugadores como Pelé, Tostao, Jairzinho, Rivelino... Ni los ha habido y no los va a volver a haber nunca”, asegura Gerson..

## Clubes
| Club       | País   | Año         |
| ---------- | ------ | ----------- |
| Flamengo   | Brasil | 1959 - 1962 |
| Botafogo   | Brasil | 1963 - 1969 |
| São Paulo  | Brasil | 1969 - 1972 |
| Fluminense | Brasil | 1972 - 1973 |

## Palmarés

### Copas nacionales
| Título                | Club       | País   | Año  |
| --------------------- | ---------- | ------ | ---- |
| Torneio Rio-São Paulo | Flamengo   | Brasil | 1961 |
| Torneio Rio-São Paulo | Botafogo   | Brasil | 1964 |
| Torneio Rio-São Paulo | Botafogo   | Brasil | 1966 |
| Campeonato Carioca    | Flamengo   | Brasil | 1963 |
| Campeonato Carioca    | Botafogo   | Brasil | 1967 |
| Campeonato Carioca    | Botafogo   | Brasil | 1968 |
| Campeonato Carioca    | Fluminense | Brasil | 1973 |
| Campeonato Paulista   | São Paulo  | Brasil | 1970 |
| Campeonato Paulista   | São Paulo  | Brasil | 1971 |
| Copa de Brasil        | Botafogo   | Brasil | 1968 |

### Copas internacionales
| Título                 | Equipo              | País   | Año         |
| ---------------------- | ------------------- | ------ | ----------- |
| Copa Mundial de Fútbol | Selección Brasileña | Brasil | 1970        |
| Copa Roca              | Selección Brasileña | Brasil | 1963 y 1971 |